# Verlag Militaria
Die Verlag Militaria GmbH ist ein Verlagshaus im 6. Wiener Gemeindebezirk Mariahilf. Der Verlag wurde 2002 gegründet und legt seinen Schwerpunkt auf militärhistorische Publikationen. Geschäftsführer des Hauses ist Stefan Rest.

## Programm
Der Verlag ist auf Militärgeschichte spezialisiert und behandelt insbesondere die Zeit des Ersten Weltkrieges näher. Zielgruppe sind Historiker und Sammler. Neben wissenschaftlichen Büchern werden auch Bildbände mit Fotos historischer Gegenstände herausgegeben. Er arbeitet mit renommierten Militärhistorikern sowie öffentlichen Militärmuseen und Privatsammlungen zusammen. 
Zu den Autoren und Herausgebern des Verlages gehören u. a. Christian Ortner, Hermann Hinterstoisser, Jürgen Kraus, Erwin A. Schmidl, Dieter Storz, Walter Blasi, Daniel Hohrath, Hans-Hubertus Mack, Thomas Müller, Helmut Wohnout, Frank Wernitz und Meinrad Pizzinini.